# Collective Soul
I Collective Soul sono un gruppo musicale statunitense formatosi nel 1992 a Stockbridge, in Georgia.
Sette dei loro singoli hanno raggiunto il primo posto della classifica di Billboard Hot Mainstream Rock Tracks, e hanno ricevuto numerosi dischi di platino e d'oro nel Nord America per le vendite dei loro album.
La loro musica è contraddistinta da riff pesanti di chitarra e ritornelli accattivanti, mentre i testi in genere sono provocatori o inerenti alla spiritualità. Il 19 settembre 2009 sono stati introdotti nella Georgia Music Hall of Fame.

## Formazione

### Formazione attuale
- Ed Roland – voce, chitarra ritmica, tastiera (1992-presente)
- Dean Roland – chitarra ritmica (1993-presente)
- Jesse Triplett – chitarra solista (2014-presente)
- Will Turpin – basso, cori (1993-presente)
- Johnny Rabb – batteria, percussioni (2012-presente)

### Ex componenti
- Ross Childress – chitarra solista (1992-2001)
- Joel Kosche – chitarra solista (2001-2014)
- Shane Evans – batteria, percussioni (1992-2003)
- Ryan Hoyle – batteria, percussioni (2003-2008)
- Cheney Brannon – batteria, percussioni (2008-2012)

## Discografia

### Album in studio
- 1993 – Hints Allegations and Things Left Unsaid
- 1995 – Collective Soul
- 1997 – Disciplined Breakdown
- 1999 – Dosage
- 2000 – Blender
- 2004 – Youth
- 2007 – Afterwords
- 2009 – Collective Soul
- 2015 – See What You Started by Continuing
- 2019 - Blood

### Album dal vivo
- 2006 – Home

### Raccolte
- 2001 – 7even Year Itch